# 프라이빗 프랙티스
프라이빗 프랙티스(Private Practice)는 2007년 9월 26일부터 2013년 1월 22일까지 ABC에서 방영했던 의학 드라마이다.

## 줄거리
신생아 외과의 에디슨 몽고메리의 삶을 중심으로 한 의학드라마로 "그레이 아나토미"의 첫번째 스핀오프이다 절친이자 불임 전문 의사인 나오미 베넷이 LA에서 지분55% 가지고 있는 병원으로 채용했다 에디슨 몽고베리는 그레이 아나토미의 데릭 셰퍼드의 전부인으로 프라이빗 프랙티스의 시작이 되는 인물이다

## 출연
- 케이트 월시 - 애디슨 몽고메리
- 폴 아델스타인 - 쿠퍼 프리드먼
- 케이디 스트리클랜드 - 샬럿 킹
- 타이 디그스 - 샘 베넷
- 에이미 브레너먼 - 바이얼릿 터너
- 브라이언 벤벤 - 셸던 월리스
- 캐터리나 스코손 - 어밀리아 셰퍼드
- 벤저민 브랫 - 제이크 라일리
- 크리스 로웰 - 델 파커
- 오드라 맥도널드 - 나오미 베넷
- 팀 데일리 - 피터 와일더